# Luis Rojas Keim
Luis Alberto Rojas Keim (30 de marzo de 1975) es un Maestro Internacional de ajedrez chileno.

## Resultados destacados en competición
Fue tres veces ganador del Campeonato de ajedrez de Chile en los años 1995, 2002 y 2004.
Participó representando a Chile en tres Olimpíadas de ajedrez en los años 1996 en Ereván, 2004 en Calviá y 2006 en Turín.